# Parankylopteryx waterloti
Parankylopteryx waterloti är en insektsart som först beskrevs av Navás 1911.  Parankylopteryx waterloti ingår i släktet Parankylopteryx och familjen guldögonsländor. Inga underarter finns listade i Catalogue of Life.